# 布莱恩·克莱格
布莱恩·克莱格（英語：Brian Clegg，1955—）是英国科普作家，著有多本科普书籍，涉及光、无限、量子纏結以及应对气候变化影响的生存之道等话题，还写有罗吉尔·培根和埃德沃德·迈布里奇的传记。

## 生平
克莱格出生于兰开夏郡的羅奇代爾，曾就读于曼彻斯特文法学校，随后进入剑桥大学学习自然科学（主修实验物理）。毕业后，他在蘭卡斯特大學度过了一年，获得了運籌學的第二个硕士学位，这一学科最初是第二次世界大战期间发展起来的，旨在将数学的力量应用于战争。此后，它广泛应用于商业中的问题解决和决策制定。
从兰卡斯特大学毕业后，克莱格加入了英國航空，并成立了一个新部门，负责为航空公司提供所有PC硬件、软件和咨询服务。该部门顺利运行后，他又成立了英国航空的“新兴技术小组”，研究并试验从指紋识别到电子现金等技术。这种对创新的关注使他接受了愛德華·德·波諾博士的培训，并在1994年离开英国航空，成立了自己的创意咨询公司，提供新产品和创意解决方案的课程和培训，帮助企业解决业务问题。其客户包括英国广播公司、英國氣象局、英國航空、葛蘭素史克、索尼、蘇格蘭皇家銀行等众多知名公司。
克莱格是常客演讲者，曾在包括牛津和剑桥大学在内的多个场所发表演讲，还在伦敦科学博物馆的达纳中心等地演讲。他的书籍《无限简史》曾在伦敦皇家研究院的讲座上发布，并一票难求。此外，他还经常为广播和电视节目做贡献，并为许多杂志和报纸撰写专栏、专题和书评，包括《PC周刊》、《计算机周刊》、《个人电脑世界》、《BBC历史杂志》、《家庭管理》、《化学世界》、《物理世界》、《自然》、《花花公子》、《华尔街日报》、《泰晤士报》、《觀察家報》和《家居美丽》。
克莱格的作品《生态学》获得了2009年IVCA Clarion奖，《无限简史》和《骰子世界》曾入围皇家学会图书奖的候选名单。在2013年，他作为提问者出现在BBC的问答节目《大学挑战》中，并且在该节目的圣诞特别版中亮相，代表兰卡斯特大学与演员罗杰·阿什顿·格里菲斯、主持人兰维尔·辛格和美食作家马修·福特一同参赛。
克莱格的书籍《数字是现实的吗？：数学与物理世界之间的奇妙关系》于2017年2月2日由Robinson出版社出版，在美国由圣马丁出版社于2016年12月出版。《出版者周刊》称其为“一本娱乐性强且易于理解的作品，探讨我们每天理所当然接受的数字。”《柯克斯评论》表示：“作为一本关于数学如何随着时间发展而形成的直白年表，它相当扎实，作者还提出了一个发人深省的观点，敦促科学家保持数学的本位。”

## 科学书籍
英文
- . Icon Books. 2023. ISBN 978-1785789892.
- . Icon Books. 2021. ISBN 978-1785787478.
- . Ivy Press. 2021. ISBN 978-0711256781.
- . Welbeck. 2020. ISBN 978-1787394469.
- . Icon Books. 2019. ISBN 978-1785784958.
- Scientifica Historica : How the world's great science books chart the history of knowledge.  Ivy Press.  2019.  ISBN 978-1-78240-878-9.
- . Icon Books. 2018. ISBN 978-1785783203.
- . St. Martin's Press. 2017. ISBN 978-1250081049.
- . Icon Books. 2015. ISBN 978-1-84831-928-8.
- . St Martin's Press. 2015. ISBN 978-1-250-05785-3.
- . Icon Books. 2015. ISBN 978-1-84831-818-2.
- . St. Martin's Press. 2014. ISBN 978-1-250-03943-9.
- . Icon Books. 2014. ISBN 978-1-84831-664-5.
- . St. Martin's Press. 2013. ISBN 978-1-250-01906-6.
- . Icon Books. 2013. ISBN 978-1-84831-516-7.
- . St. Martin's Press. 2012. ISBN 978-0-312-61629-8.
- . Icon Books. 2012. ISBN 978-1-84831-406-1.
- . Icon Books. 2012. ISBN 978-1-84831-353-8.
- . Vivays Publishing. 2012. ISBN 978-1-908126-16-0.
- . St. Martin's Press. 2011. ISBN 978-0-312-65688-1. UK edition: . Duckworth Publishing. 2012. ISBN 978-0-7156-4290-0.
- . Icon Books. 2011. ISBN 978-1-84831-241-8.
- . St Martin's Press. 2010. ISBN 978-0-312-59894-5.
- . St Martin's Press. 2009. ISBN 978-0-312-68028-2.
- . Eden Project Books. 2009. ISBN 978-1-905811-25-0.
- . St Martin's Press. 2008. ISBN 978-0-312-37157-9.
- . Routledge. 2007. ISBN 978-0-415-42199-7.
- . Doubleday. 2007. ISBN 978-0-385-61260-9.
- . Joseph Henry Press. 2007. ISBN 978-0-309-10112-7.
- . St Martin's Press. 2006. ISBN 978-0312343415.
- . Constable & Robinson. 2003. ISBN 1-84119-650-9.
- . Constable & Robinson. 2003. ISBN 1-84119-618-5.[6]
- . Piatkus. 2001. ISBN 0-7499-2197-8. new edition: . Icon Books. 2015. ISBN 978-1-84831-814-4.

中文
- . 由曹怡; 褚波翻译. 重庆大学出版社. 2024. ISBN 9787568945479.[7]
- . 由徐彬; 宋爽翻译. 中国科学技术出版社. 2024. ISBN 9787523605769.[8]
- . 由杨桓翻译. 重庆出版社. 2024. ISBN 9787229186302.[3]
- . 由向梦龙翻译. 重庆出版社. 2024. ISBN 9787229187255.
- . 由魏红祥翻译. 化学工业出版社. 2024. ISBN 9787122450326.[9]
- . 由贾东翻译. 中国科学技术出版社. 2023. ISBN 9787522129181.[10]
- . 由陈明晖翻译. 世界图书出版公司. 2023. ISBN 9787523204931.[11]
- . 由王梦秦翻译. 世界图书出版公司. 2023. ISBN 9787519294557.[12]
- . 由郑建川翻译. 世界图书出版公司. 2023. ISBN 9787523204023.[13]
- . 由黎璇翻译. 北京联合出版有限公司. 2023. ISBN 9787559656780.[14]
- . 由伍义生翻译. 重庆出版社. 2023. ISBN 9787229174125.[15]
- . 由王源翻译. 北京联合出版公司. 2022. ISBN 9787559660916.
- . 由向梦龙; 唐禾翻译. 重庆出版社. 2021. ISBN 9787229157524.[16]
- . 由李宁翻译. 重庆大学出版社. 2020. ISBN 9787568922104.[17]
- . 由蒋艳翻译. 重庆大学出版社. 2020. ISBN 9787568923828.[18]
- . 由杨桓; 张敬翻译. 重庆出版社. 2020. ISBN 9787229150419.[19]
- . 由戚竞翻译. 电子工业出版社. 2020. ISBN 9787121388552.[20]
- . 由吴萍翻译. 重庆大学出版社. 2020. ISBN 9787568923422.
- . 由向梦龙翻译. 重庆出版社. 2019. ISBN 9787229142452.[21]
- . 由张千会; 唐禾; 杨桓; 李麒翻译. 重庆出版社. 2019. ISBN 9787229135287.[22]
- . 由向梦龙翻译. 重庆出版社. 2017. ISBN 9787229123215.[23]
- . 由刘国伟翻译. 海南出版社. 2017. ISBN 9787544369619.
- . 由虞骏翻译. 海南出版社. 2016. ISBN 9787544366311.[24]